# Brigade des stupéfiants
Cet article possède un paronyme, voir Brigade des stups.
En France, les brigades des stupéfiants connue sous l'apocope Stups ou sous le sigle BS, sont des brigades des divisions des affaires criminelles participant à la composition des différentes DIPJ, DRPJ ou SRPJ appartenant tous à la direction centrale de la Police judiciaire. Elles sont chargées de la lutte contre le trafic de drogue.

## Histoire
En 1989, à la suite de la décision de Pierre Joxe, alors Ministre de l'Intérieur, la brigade des stupéfiants devient une entité distincte de la brigade mondaine qui, pour sa part, change de dénomination et devient la brigade de répression du proxénétisme.

## Missions

### Répression
Son rôle est de renseigner et démanteler des réseaux de trafiquants et de saisir les produits stupéfiants. Elle est également chargée, avec l'ANSM et les ARS de surveiller les médicaments stupéfiants.
Chaque année, les différentes brigades et unités saisissent plusieurs tonnes de stupéfiants et de substances diverses,.
Outre la répression, la brigade des stupéfiants possède également deux autres grands pôles d’activité.

### Coordination
Elle coordonne l’action de l’ensemble des services de la police parisienne et de banlieues en matière de lutte contre le trafic de stupéfiants, notamment à travers le plan stups. À ce titre, elle est le seul interlocuteur de l'Office central pour la répression du trafic illicite des stupéfiants (OCRTIS) pour l’agglomération parisienne. Elle tient le fichier des objectifs au niveau régional et assure un rôle de conseil et de soutien technique des autres services.
Elle a été remplacée par l'Office anti-stupéfiants (OFAST) le 1er janvier 2020).

### Prévention et formation
Les formations effectuées par ces unités sont spécifiquement de l'ordre de la coopération internationale avec toutes les polices du monde.
Services concurrents : les sections de recherches de la gendarmerie et les brigades des stupéfiants des suretés départementales de la Direction centrale de la sécurité publique.

## Services notables
- Brigade des stupéfiants de Paris : brigade centrale de la DRPJ de Paris, d'abord domiciliée au 36, quai des Orfèvres, elle s'installe au Bastion, en 2017[2] ;

Cette brigade a été dirigée par André Solères en 1976, Patrick Riou en 1987, Gérard Peuch en 2003, Thierry Huguet en 2013.
- Brigade des stupéfiants de Versailles (DRPJ Versailles).

## Culture populaire
En 1979, Serge Gainsbourg a consacré une chanson à la Brigade des stups sur l'album Aux armes et cætera.